# Rau rừng

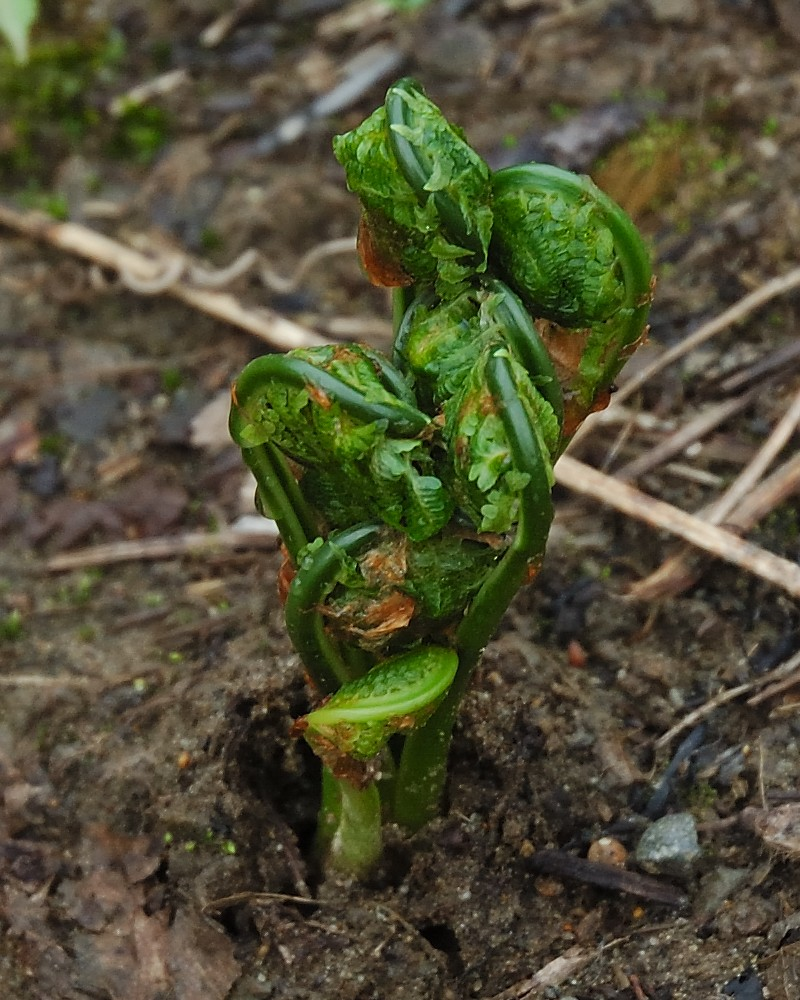
Matteuccia struthiopteris

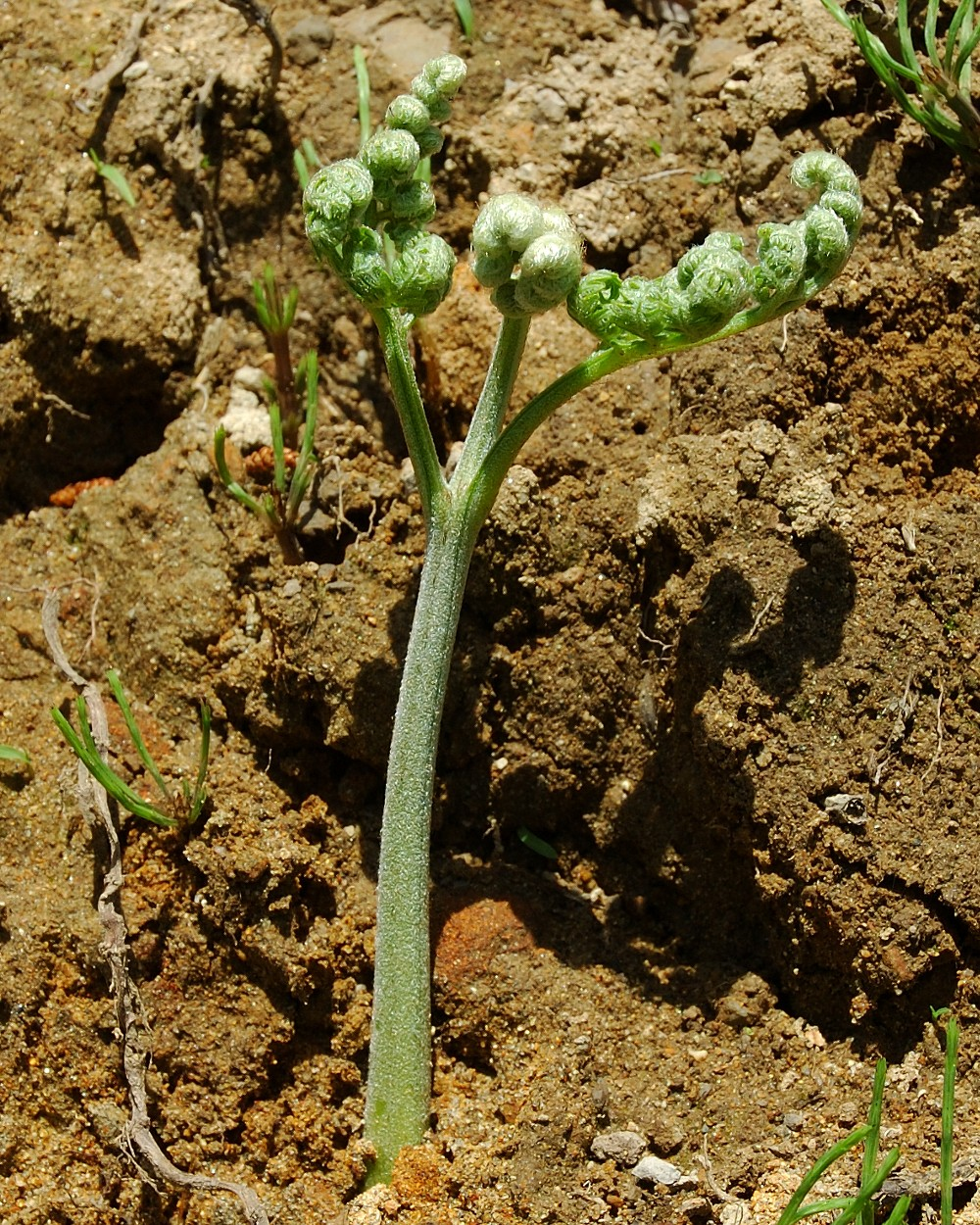
Pteridium aquilinum

Rau rừng mang nghĩa trực tiếp là rau mọc trong rừng, ban đầu được đề cập đến là các loại rau mọc hoang dã trong tự nhiên, được thu hái trong tự nhiên và không được trồng thu hoạch từ ruộng đồng. Ngày nay thì ranh giới phân biệt về rau rừng được mở rộng hơn khi một số loài rau rừng hoang dã đã được trồng thành công và được đưa ra thị trường từ các trang trại, ruộng đồng, nương rẫy. Tuy nhiên rau rừng lại không được hiểu ở chiều ngược lại khi đem các giống rau quả đã thuần hóa vào rừng trồng.
Rau rừng bao gồm cả các loại măng tre trúc, mầm cỏ và nấm hoang dã trong rừng rú hoặc trảng cỏ. Rau rừng theo cách khác còn được hiểu như là nhóm loại lâm sản ngoài gỗ dùng làm lương thực thực phẩm.
Rau rừng thường được sử dụng trong thực phẩm ăn chay của Phật giáo, đem lại nhiều giá trị dinh dưỡng và các tác dụng phòng chữa bệnh liên quan.

## Phân loại
Có nhiều cách phân loại các loại rau rừng như:
- Hình thái thực vật của bộ phận sử dụng:

- Rau ăn lá: chủ yếu sử dụng phần lá non, thân non, hoa và cụm làm thực phẩm.
- Ăn quả: chủ yếu sử dụng quả ở các thời kỳ để làm thực phẩm.
- Ăn củ: chủ yếu sử dụng thân củ, rễ củ hoặc thân ngầm làm thực phẩm.

- Hình thức sử dụng làm thực phẩm:

- Lấy tinh bột.
- Làm gia vị.
- Làm rau sống.
- Ngâm, ủ, muối.
- Hãm, chưng cất.

## Một số rau rừng
- Ngọn lá non của rau dớn.[3]
- Ngọn non cây rau Vi (Osmunda japonica)
- Lá non ăn được của cây Nhội.[3]
- Chồi lá non của cây Sau sau.[3]
- Bột, nhựa, ngọn non từ cây Búng báng.[3]
- Lá và thân ngọn non từ cây Càng cua.[3]
- Ngọn no vào đầu xuân của cây Bọ mẩy.
- Ngọn và lá non từ cây Dây hương.[7]
- Quả chín từ cây Chay.[3]
- Lá từ cây Chè đắng.[3]
- Lá từ cây Chè vằng.[3]
- Hoa và thân non của cây chuối rừng.
- Quả từ cây Dẻ.[3]
- Ngọn lá non từ cây rau Sắng.[3]